# Víctor Hugo Cárdenas
Víctor Hugo Cárdenas Conde (Achica Abajo, Bolivia; 4 de junio de 1951) es un político, docente universitario y consultor boliviano aymara, trigésimo quinto vicepresidente de Bolivia desde el 6 de agosto de 1993 hasta el 6 de agosto de 1997 durante el primer gobierno del presidente Gonzalo Sánchez de Lozada.
Su llegada a la vicepresidencia se dio gracias a una alianza política conformada por el Movimiento Revolucionario Túpac Katari de Liberación (MRTKL) y el Movimiento Nacionalista Revolucionario (MNR), para las Elecciones generales de 1993.
Tras la crisis política que atravesó el país en 2019 fue nombrado como Ministro de Educación en el gobierno transitorio de Jeanine Áñez, cargo que ejerció  desde el 28 de enero de 2020 hasta el 8 de noviembre de 2020, 

## Biografía
Cárdenas nació el 4 de junio de 1951 en la comunidad aimara de Achica Abajo del municipio de Viacha en el departamento de La Paz. Cárdenas es hijo de un topográfo graduado en la Universidad Mayor de San Andrés; su padre originalmente apellidaba Choquehuanca, pero en aquella época se discriminaba a los aymaras y migrantes de los sectores rurales que no podían ejercer sus derechos como para ingresar a una universidad u ocupar cualquier cargo. Su padre se cambiaría el apellido de Choquehuanca a Cárdenas tiempo antes del nacimiento de su hijo, por tanto Víctor Hugo Cárdenas nació legalmente con el apellido Cárdenas y durante su vida se dedicaría a la defensa de los derechos de los indígenas de su país.[cita requerida]

### Vida política

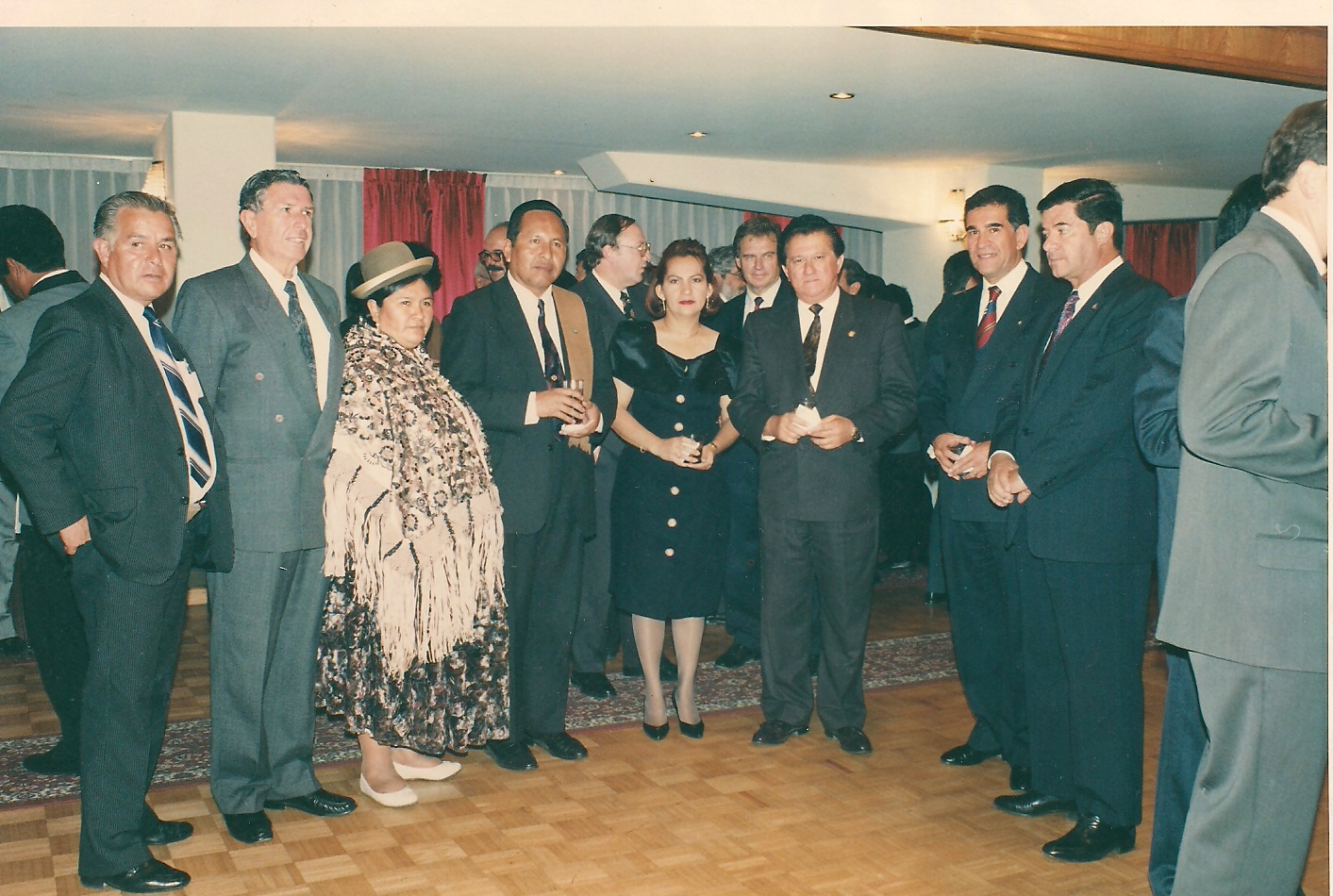
Cárdenas junto a políticos locales e internacionales.

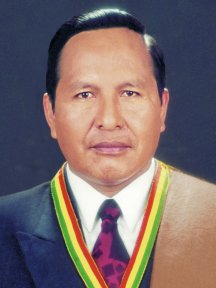
Victor Hugo Cárdenas como Vicepresidente de Bolivia el año 1993.

Fue uno de los fundadores de la Confederación Sindical Única de Trabajadores Campesinos de Bolivia (CSUTCB), esta entidad agrupa a los campesinos indígenas de Bolivia. 
Asimismo es uno de los ideólogos y líder del Movimiento Katarista. Realizó sus estudios en la Universidad Mayor de San Andrés  con especializaciones en España y Estados Unidos, donde realizó conferencias internacionales. Cárdenas habla otros idiomas aparte del castellano y el aimara como son el quechua, el guaraní y el inglés.[cita requerida]
Fue abierto opositor al gobierno de Evo Morales, a quien censuró por algunas de sus ideas. Morales también lo censuró, mencionando que fue el segundo mandatario junto a Sánchez de Lozada durante la capitalización de las empresas estatales en la época de su gobierno en la década de los 90'.[cita requerida]
El 7 de marzo de 2009, comunarios de Huatajata, simpatizantes al gobierno de Morales, agredieron su propiedad privada, quemando todos los objetos que había en la casa, y atentando contra su esposa y sus hijos, los cuales también fueron amenazados. Cárdenas acusó a Morales por esas agresiones y le exigió garantías. Muchas comunidades campesinas, apoyaron al exvicepresidente Cárdenas y declararon incorrecta e injusta la expropiación, así como las agresiones.
En 2019, fue candidato a la presidencia de Bolivia por el partido Unidad Cívica Solidaridad (UCS) durante las elecciones generales de 2019 en compañía del líder religioso Humberto Peinado.
En el año 2020, fue ministro de educación durante el gobierno de Jeanine Añez.